# Pakistan Muslim League (Q)
The Pakistan Muslim League (Q) (urdu: پاکستان مسلم لیگ ق) er et politisk parti i Pakistan beskrevet som moderat og centrisk. Partiet blev dannet inden valget i 2002. Pakistans daværende præsident Pervez Musharraf dannede partiet som en separat afdeling af Pakistan Muslim League der udelukkende ville støtte ham. Musharrafs sekretær Tariq Aziz fik ideen at bruge bogstavet Q som forkortelse for "Quaid-e-azam". I september 2010 slog Pakistan Muslim League (Q) sig sammen med PML-F og dannede All Pakistan Muslim League (Pir Pagara).